# Pariisin Kevät
Pariisin Kevät (з фін. мови «Паризька весна») — фінський інді-поп, інді-рок та електронний гурт із Гельсінки, заснований Арто Туунелою 2007 року.
Pariisin Kevät починався як сольний студійний проєкт Туунели й залишався таким протягом перших двох студійних альбомів. Для туру, що відбувся після випуску альбому Astronautti, був створений концертний гурт, який записав третій студійний альбом Kaikki on satua.
Раніше Арто Туунела заснував фінський альтернативний гурт Major Label. Композиції гурту з часом змінювалися від року до більш електронного звучання. Pariisin Kevät підписав контракт із Sony BMG.

## Склад
- Арто Туунела — вокаліст
- Антті Поута — гітара, клавішні, бек-вокал
- Арттурі Тайра — гітара, клавішні, бек-вокал
- Іларі Ківеля — клавішні, бек-вокал
- Юссі Гієтала — бас-гітара
- Реко Ахо — ударні

## Дискографія

### Альбоми
| Рік  | Альбом                | Чарти |
| Рік  | Альбом                | FIN   |
| ---- | --------------------- | ----- |
| 2008 | Meteoriitti           | 12    |
| 2010 | Astronautti           | 12    |
| 2012 | Kaikki on satua       | 2     |
| 2013 | Jossain on tie ulos   | 2     |
| 2015 | Musta laatikko        | 2     |
| 2017 | Kuume                 | 1     |
| 2019 | Reuna                 | 4     |
| 2024 | Sun yö on pian Täällä | 4     |

### Мініальбоми (EP)
- 2007: Kattojen yllä (доступний онлайн)

### Синґли
| Рік  | Синґл              | Чарти | Альбом          |
| Рік  | Синґл              | FIN   | Альбом          |
| ---- | ------------------ | ----- | --------------- |
| 2008 | Pikku Huopalahti   | 16    | Meteoriitti     |
| 2010 | Tämän kylän poikii | 4     | Astronautti     |
| 2012 | Saari              | 17    | Kaikki on satua |
| 2012 | Kesäyö             | 8     | Kaikki on satua |

Промо-сингли поза чартами
- 2007: Samoilla raiteilla
- 2008: Meteoriitti
- 2008: Mä haluun sua enemmän ku muut haluu (разом із Katri Ylander & Superjanne)
- 2009: Joulujoulumaa
- 2010: Invisible Man
- 2010: Matkalla etelään

## Відеокліпи
- Pikku Huopalahti
- Samoilla raiteilla
- Invisible Man
- Matkalla etelään
- Painovoimaa
- Imatrankoski
- Saari
- Kesäyö
- Kevät
- Häikäisee
- Odotus
- Mielikuvituksen tuotetta
- Oveton ovi
- Pimeyden tango
- Haamupuhelu
- Hän saapuu luokseni pimeydessä
- Outoja aikeita
- Hei mä soitan sulle ihan kohta
- Pilvissä
- Fantasiaa